# Amauromyza maculosa
Amauromyza maculosa är en tvåvingeart som först beskrevs av Malloch 1913.  Amauromyza maculosa ingår i släktet Amauromyza och familjen minerarflugor. Inga underarter finns listade i Catalogue of Life.